# Die Rechnung zahlt der Bounty-Killer
Die Rechnung zahlt der Bounty-Killer (Originaltitel: La morte sull'alta collina) ist ein Italowestern aus dem Jahr 1969, den Alfredo Medori inszenierte. Deutsche Erstaufführung war am 1. Mai 1985 auf dem Fernsehsender Sat.1. Alternativtitel sind Der Tod droben auf dem Hügel und Death on a High Hill.

## Inhalt
Der mexikanische Revolutionär General Valiente versucht mit seinen Leuten einen Banküberfall in Two Arrows. Da die ganze Siedlung gerade einer Hochzeit beiwohnt, scheint das kein Problem zu sein. Trotzdem gibt es zwei Zeugen: Loring Vanderbilt und Francis Parker, die die Verfolgung der Gruppe aufnehmen und die Beute abjagen können. Dann beschließen sie, das Geld selbst zu behalten. Braddock schickt Valiente auf die Suche nach dem Versteck der beiden Pistoleros. Zunächst gelingt Valiente auch die Gefangennahme Vanderbilts, doch Parker haut ihn wieder heraus. Bald stellt sich heraus, dass Parker im Auftrag der Regierung handelt, die den Hintermann der Revolutionäre schachmatt setzen soll. Braddock lässt einen alten Freund mit seinem Teil der Kavallerie eingreifen, entpuppt sich aber als Drahtzieher des Überfalles. Parker kann mit Hilfe des jungen Vanderbilt den Verbrecher ausschalten.

## Kritik
„Annehmbarer Italowestern mit komödiantischen Einlagen und religiösen (Spuren-)Elementen.“

## Bemerkungen
Als Regisseure werden auch – durch falsche Zuweisung des Pseudonymes – Fernando Cerchio (so auch in der spanischen Version des Filmes) und Wolfgang Schleif geführt.